# Peter Kleine

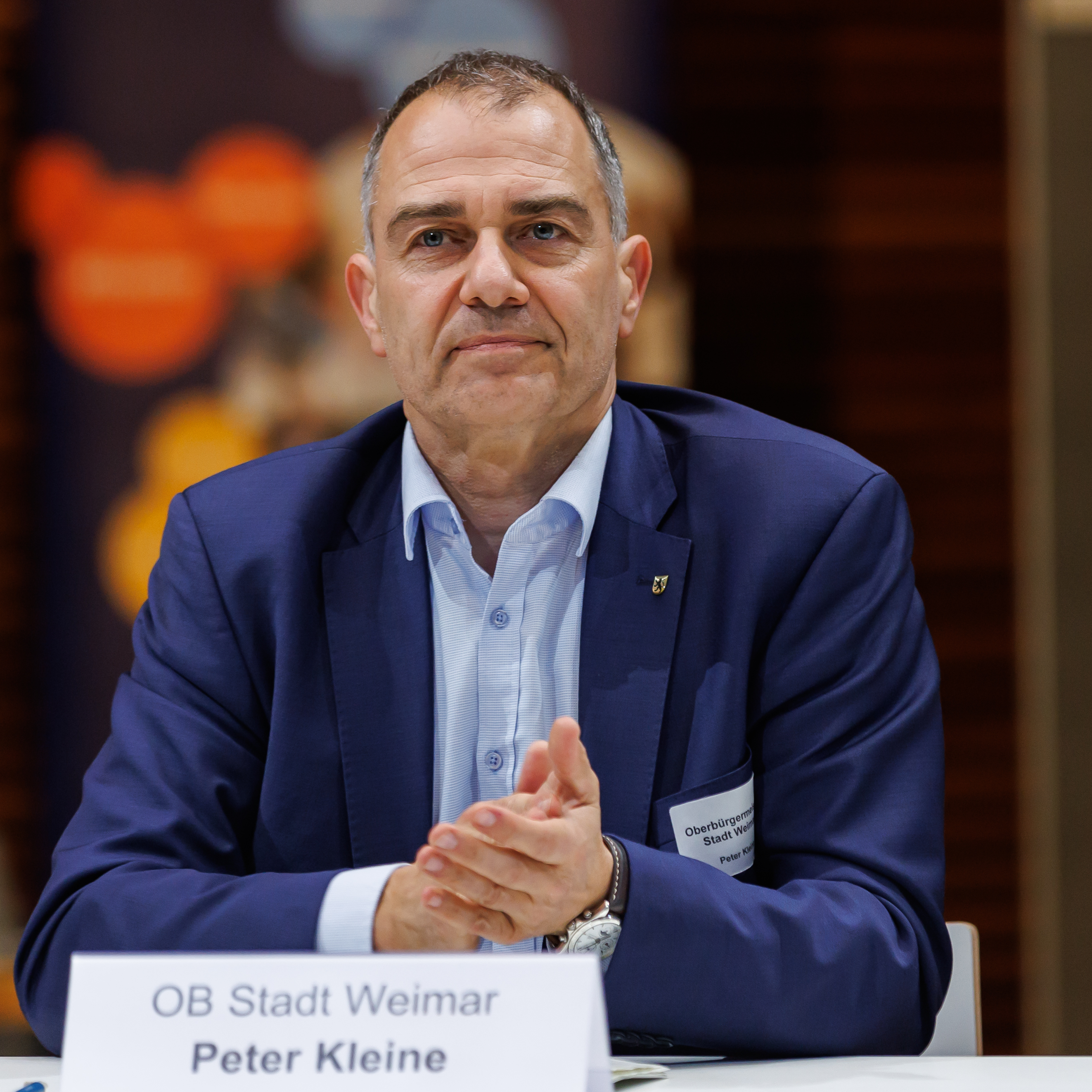
Kleine (2024)

Peter Kleine (* 26. September 1972 in Sömmerda) ist ein deutscher Jurist und Kommunalpolitiker. Er ist seit 2018 Oberbürgermeister der Stadt Weimar.

## Leben
Peter Kleine legte 1991 in Sömmerda das Abitur ab. Er studierte 1994 bis 1999 Rechtswissenschaft an der Friedrich-Schiller-Universität Jena. Nach Abschluss seines Rechtsreferendariates wurde er 2002 Referent im Thüringer Landesverwaltungsamt in Weimar, 2004 Referent im Thüringer Innenministerium und 2011 im Thüringer Finanzministerium. Seit dem 1. April 2013 war er Bürgermeister (Stellvertreter des Oberbürgermeisters) der Stadt Weimar. Er ist Mitglied im Kuratorium der Deutschen Nationalstiftung.
Bei den Oberbürgermeisterwahlen im April 2018 kandidierte Kleine als Parteiloser mit Unterstützung von CDU und weimarwerk bürgerbündnis, gewann mit 60,3 % gegen den bisherigen Amtsinhaber Stefan Wolf. Am 1. Juli 2018 trat er das Amt des Oberbürgermeisters der Stadt Weimar an. Bei den Oberbürgermeisterwahlen im Mai 2024 wurde er mit 72,7 % der Stimmen für eine zweite Amtszeit wiedergewählt.
Seit 2022 ist er verheiratet.